# Gilberto Agustoni
Pour les articles homonymes, voir Agustoni.
Gilberto Agustoni, né le 26 juillet 1922 à Schaffhouse en Suisse et mort le 13 janvier 2017 à Rome (Italie), est un cardinal de la Curie romaine, préfet du Tribunal suprême de la Signature apostolique de 1992 à 1998.

## Biographie

### Prêtre
Originaire de Morbio Inferiore, dans le canton suisse du Tessin, après avoir suivi ses études de philosophie à l'université pontificale Saint-Thomas-d'Aquin à Rome, puis ses études de théologie à l'université de Fribourg, il a été ordonné prêtre le 20 avril 1946 pour le diocèse de Bâle en Suisse. Par ailleurs, son frère Luigi est également ordonné prêtre en 1941.
Il est devenu aumônier de mouvements d'action catholique, tout particulièrement auprès des jeunes et des étudiants.
En 1950, il est appelé par le cardinal Alfredo Ottaviani à la Curie romaine pour servir au sein de la Congrégation du Saint-Office tout en poursuivant des études en droit canon à l'université pontificale du Latran.
En 1970, il devient auditeur au tribunal de la Rote romaine.

### Évêque
Le pape Jean-Paul II le nomme secrétaire de la Congrégation pour le clergé le 18 décembre 1986 en l'élevant à la dignité archépiscopale avec le siège titulaire de Caprulae (de), il est consacré le 6 janvier 1987 par le pape Jean-Paul II. Il travaille alors dans la commission de rédaction du Catéchisme de l’Église catholique dirigée par le cardinal Joseph Ratzinger. Il est ensuite nommé pro-préfet le 2 avril 1992, puis préfet le 26 novembre 1994 du Tribunal suprême de la Signature apostolique. Il s'est retiré de cette charge le 5 octobre 1998.

### Cardinal
Il est créé cardinal par le pape Jean-Paul II lors du consistoire du 26 novembre 1994 avec le titre de cardinal-diacre de Ss. Urbano e Lorenzo a Prima Porta. Il est élevé à la dignité de cardinal-prêtre le 24 février 2005 jusqu'à sa mort le 13 janvier 2017.
Il perd sa qualité d'électeur le jour de ses 80 ans le 26 juillet 2002, ce qui l'empêche de participer aux votes des conclaves de 2005 (élection de Benoît XVI) et de 2013 (élection de François).
Il meurt le 13 janvier 2017 à Rome

## Succession apostolique
Gilberto Agustoni a ordonné les évêques suivants :
- Évêque Giuseppe Torti (1995)